# Инна Стил
И́нна Сти́л (Inna Steel) (настоящее имя: И́нна Евге́ньевна Ку́рченко; род. 4 марта 1974, Воронеж, СССР) — российская поп-певица, музыкант, композитор, продюсер и автор песен.
Наиболее известна как автор хита «Туда», исполненного ею совместно с группой «Михей и Джуманджи». Среди сольных работ наибольшую известность получила песня «Любовь остаётся». Долгое время жила в Лондоне. В 2015 году вернулась в Россию с новым сольным проектом STEEL.

## Карьера
Инна Макеева родилась 4 марта 1974 года в Воронеже. Музыкой Инна начала увлекаться с детства, поскольку отец её был музыкантом. Уже в детском саду музыкальный руководитель настоятельно рекомендовала родителям отвести её на прослушивание в музыкальную школу. Затем она поступила в музыкальное училище, которое бросила, проучившись четыре года на оперном отделении. Бросила, потому что почувствовала, что занимается «не тем». В возрасте 17 лет уехала из родного Воронежа в Москву поступать во ВГИК на актёрский факультет. Через год ушла. В самом начале обучения ей предложили контракт на создание сольного музыкального проекта, поэтому она оставила обучение на актёрском отделении и приняла предложение.
Позже Инна Стил заключила контракт с компанией Gala Records на 10 лет:
В конце концов я попала в компанию «Гала-рекордс», где просидела на контракте 3 года, не записав на студии ни одной песни. По мнению моего импресарио, я не написала ни одного хита. Проект висел на балансе, я законсервирована, больше ни с кем не могла заключить контракт. Было просто мучительно сидеть и ничего не делать. Наконец, я расторгла этот контракт, заключённый на 10 лет.
В 1997 году на студии Gala Records Инна Стил познакомилась с Михеем, который в то время записывал новый альбом группы Bad Balance «Город джунглей». Самый первый трек, который они записали вместе, называется «Стремление». Михей исполняет в этой песне бэк-вокал. Позже она в соавторстве с мужем, который позже разбился на машине, сочинила песню «Туда» и посвятила её мужу. Михей принял участие в записи этой песни, поскольку был давно знаком с ними. В июле 1999 года режиссёр Александр Солоха снял видеоклип на песню «Туда».
Одно время работала в дуэте «Та-ту», для которого писала песни, делала аранжировки:
После смерти моего любимого, я два года не могла прийти в себя. Тогда-то я и встретила Лену, которая мечтала петь. Я достала свои старые песни, и мы сделали программу. Во время контакта с «Гала-рекордс» я жила тем, что писала и продавала песни. Потому что стипендии, которая шла мне на баланс, не хватало, а нужно было ещё снимать квартиру, жить на что-то, хотелось помогать родителям, младшему брату. И какое-то время мы работали с Леной в дуэте.
С 2003 года принимала участие в концертах памяти Сергея «Михея» Крутикова.
В августе 2007 года появилась новость о том, что Инна Стил готовит к выпуску дебютный альбом под рабочим названием «Любовь остаётся», в работе над которым певице помогали её супруг, бас-гитарист группы «ТОКИО», Демьян Курченко, экс-гитарист этого коллектива, Максим Богоявленский, и лидер «Токио», Ярослав Малый. Первым синглом альбома стала заглавная композиция «Любовь остаётся». По словам продюсера певицы, Марата Хайрутдинова, именно он предложил ей написать новую песню в стиле песни «Туда», которой в этому году исполнилось 10 лет. В память о Михее в песню были вставлены семплы с его голосом. Композиция попала в радиоэфир в середине сентября. Также в ближайших планах певицы были съёмки клипа на «Любовь остаётся». В пресс-релизе песни на сайте «Первого музыкального издательства» сообщалось о том, что в последнее время Стил живёт в Лондоне, где занимается аранжировками, играет клубную музыку и записывает свой новый сольный альбом, который отчасти посвящён ее другу Михею.
В ноябре 2007 года певица заявила об альбоме, состоящем из 12 треков, в записи которого принимали участие группы «Маша и Медведи», «ТОКИО» и «Банд’Эрос»:
Эта пластинка записывалась в течение десяти лет. Было много попыток издать его, но для того, чтобы это сделать в нашей стране, нужно быть чьей-то женой или дочерью. Сейчас альбом уже полностью записан, и я нахожусь на стадии обивания порогов музыкальных компаний и выслушивания идиотских предложений. Возникают такие сложности, что я уже сомневаюсь над тем, что моя пластинка может быть выпущена в декабре, как я планировала.
 В декабре было объявлено о том, что выход альбома перенесён на февраль 2008 года.
29 января 2013 года состоялся релиз альбома «Посвящение Михею», приуроченного к юбилейному концерту «10 лет памяти Михея», прошедшего 1 ноября 2012 года в Москве.
В 2013 году была написана песня «Лети» в сотрудничестве с Дмитрием Маликовым. Стил выступила автором текста.
В 2015 году Стил создала проект «STEEL» (в который вошли Инна Стил, Демьян Курченко, Роман Титенштейн, Глеб Соловьев, Александр Шакиров).
В 2016 году приняла участие в записи песни «Любимая женщина» для сольного альбома ШЕFFа «Гипноз» (2017).
В 2020 году стала артистом музыкального лейбла Zabiyaka Records.
20 сентября 2022 года певица выпустила альбом «Любовь остаётся», состоящий из двенадцати треков, записанных в разное время.

## Рейтинги
По итогам 1999 года радиостанции «Maximum» дуэт Михея с Инной Стил был назван дуэтом года. Помимо этого песня «Туда» вошла в «лучшую сотню хитов радио Максимум за 1999 год», а также в Топ-20 ротации русских песен в эфире радио «Maximum» в 1999 году.

## Чарты и ротации
В 1999 году песня «Туда» группы «Михей и Джуманджи» и певицы Инны Стил попала в ротацию радио «Максимум», где она впервые прозвучала 25 апреля 1999 года, продержалась девять недель в «хит-параде двух столиц» с 16 мая по 18 июля 1999 года и заняла 31 место в «лучшей сотне хитов радио Максимум за 1999 год».
4 июля 1999 года песня «Туда» (дуэт с Инной Стил) попала в ротацию хит-парада «Чартова дюжина» на радиостанции «Наше радио».
По данным интернет-проекта Moskva.FM, песня «Туда» (дуэт с Инной Стил) является самым популярным треком группы «Михей и Джуманджи» на радио, который за семь лет с 2008 по 2015 год прослушали два миллиона семьсот тысяч раз.
В 2007 году песня «Любовь остаётся» («Картинки») с 13 августа 2007 года прозвучала 205 тысяч раз в эфире 137 радиостанций тысячи городов.
В 2014 году песня «Туда» (Михей и Джуманджи feat. Инна Стилл) попала в чарт «ТОП-10 Треки» сервиса Google Play, а также «ТОП-20 Самые популярные треки» сайта MUZ.RU.

## Влияние
Песня «Туда», написанная Инной Стил в соавторстве с мужем, который позже разбился на машине, исполняется на телешоу, включая «Голос» и «X-Фактор»:
- 2013: Георгий Меликишвили и Нодар Ревия — «Туда» («Голос». Сезон 2)[24]
- 2015: Эра Канн и Григорий Голубев — «Туда» («Голос». Сезон 4)[25]
- 2016: Группа «Марлен», Севак и Витольд — «Туда» («X-Фактор». 7)[26]
- 2018: Алина Чижик — «Туда» («X-Фактор». 9)[27]

## Личная жизнь
В 2002 году во время работы над альбомом группы «ТОКИО» познакомилась с бас-гитаристом группы, Демьяном Курченко. В 2007 году пара поженилась. 22 ноября 2008 года у них родился сын Ян.

## Дискография
Студийные альбомы
- Любовь остаётся (2022)

Синглы
- 2000 — «Знаю» (сборник «Неон Хит Микс 2»)
- 2001 — «Мечта» (сборник «Горячая 10 — Выпуск 11»)
- 2001 — «Звезда» (сборник «R’n’B для любви. Выпуск 1»)
- 2004 — «Всё будет» (сборник «Девушки атакуют»)
- 2007 — «Очи» (X-Team feat. Инна Стил) (сборник «RAP на 100 % # 7»)
- 2007 — «Любовь остаётся» (Инна Стилл & Михей) (сборник «Вулкан удовольствий 6»)
- 2018 — «Любовь остаётся» (Subwave Remix) (Inna Steel)

Участие
- 2000 — «Система» (Спирали feat. Инна Стил — голос) (альбом «Pro-Test»)
- 2006 — «Мой мир» и «Глубина» (Tokio feat. Инна Стил — бэк-вокал) (альбом «Puls 200»)
- 2009 — «Я так люблю» и «Наполним этот мир любовью» (Tokio feat. Инна Стил — бэк-вокал) (альбом «Выбираю любовь»)
- 2013 — «Лети (Песня выпускнице)» (Дмитрий Маликов feat. Инна Стил — автор слов) (альбом «25+»)
- 2016 — «Это жизнь» (Степлер feat. Инна Стил, Ghost) (альбом «Stepler»)
- 2017 — «Любимая женщина» (ШЕFF feat. Inna Steel — вокал и автор слов) (альбом «Гипноз»)

## Фильмография
Видеоклипы
- 1999 — Туда (Михей и Джуманджи) (совместно с Инной Стил)
- 2015 — Любовь остаётся (Subwave Remix) (как Inna Steel)